# Península de Setúbal

La Península de Setúbal es una subregión estadística portuguesa, parte de la Región de Lisboa (antigua Região de Lisboa e Vale do Tejo), y comprende la mitad norte del Distrito de Setúbal. Limita al norte con el Estuario del Tajo (y, a través de él, con la Grande Lisboa) y con la Lezíria do Tejo, al este con el Alentejo Central, al sur con el Alentejo Litoral y al sur y al oeste con el océano Atlántico. Área: 1421 km². Población (2001): 714 589. Comprende 9 concelhos: 
- Alcochete
- Almada
- Barreiro
- Moita
- Montijo
- Palmela
- Seixal
- Sesimbra
- Setúbal

Por su relación geográfica privilegiada con Lisboa, la región es vulgarmente conocida (aunque no oficialmente) como Margen Sur del Tajo.
- Datos: Q1503171